# Christian Walgram
Christian Walgram (* 4. November 1981) ist ein österreichischer Fotograf und für die Sportbildagentur GEPA pictures tätig.
Christian Walgram gewann beim World Press Photo Award 2016 den ersten Preis in der Kategorie „Sports singles“. Erstmals gewann damit ein Österreicher die renommierte Auszeichnung. Seine Aufnahme zeigt den Sturz des Tschechen Ondřej Bank während den Alpinen Skiweltmeisterschaften in Beaver Creek am 8. Februar 2015.